# Hnífsdalur
Hnífsdalur é uma localidade na Islândia. Em 2018 tinha uma população de cerca de 208 habitantes.